# Райярви
Райярви — пресноводное озеро на территории сельского поселения Алакуртти Кандалакшского района Мурманской области Мурманской области.

## Общие сведения
Площадь озера — 1 км². Располагается на высоте 269,0 метров над уровнем моря.
Форма озера продолговатая: оно более чем на два километра вытянуто с северо-запада на юго-восток. Берега изрезанные, каменисто-песчаные, преимущественно возвышенные.
Из северо-западной оконечности Райярви вытекает безымянный водоток, впадающий в озеро Ниваярви, из которого вытекает река Кутсайоки, приток реки Тумчи. Последняя впадает в Тумчаозеро, которое соединяется с Сушозером. Через последнее протекает река Ковда, впадающая, в свою очередь, в Белое море.
Ближе к юго-восточной оконечности Райярви расположен один небольшой остров без названия.
Населённые пункты и автодороги вблизи водоёма отсутствуют.
Код объекта в государственном водном реестре — 02020000511102000001069.